# Zong Zoua Her
Zong Zoua Her (cách viết khác là Tsong Zua Heu; RPA: Zoov Zuag Hawj, Pahawh: 𖬍𖬥𖬰 𖬑𖬶𖬥𖬰 𖬎𖬲𖬟) là một người dân tộc Hmong. Ông từng là Thiếu tá trong Quân đội Hoàng gia Lào trước năm 1975. Ông là học trò chủ chốt của Shong Lue Yang, còn được gọi là "Mẹ của chữ viết", người đã phát triển chữ viết có tên Pahawh Hmong. Sau năm 1975, ông là thủ lĩnh ban đầu chính của phong trào Hmong ChaoFa ở Lào, cho đến khi chết tại khu căn cứ của mình trên núi Phou Bia vào khoảng năm 2000.
Vào cuối những năm 1970, ông làm việc chặt chẽ với Pa Kao Her, người sau này trở thành Chủ tịch của Tổ chức Giải phóng Dân tộc của Lào (ELOL), tổ chức cuối cùng trở thành Đảng Dân chủ ChaoFa.